# CTS다음세대 운동본부
《CTS다음세대 운동본부》는 다음세대 부흥을 위해 땀 흘리는 전국의 특별한 목회 현장을 찾아가는 CTS기독교TV의 신개념 버라이어티쇼이다.

## MC
- 오나미= 개그우먼

- 이강준= 아나운서